# Paul Rudolph (musicien)
Pour les articles homonymes, voir Paul Rudolph.
Paul Rudolph (né le 14 juin 1947 à Vancouver) est un guitariste, bassiste et chanteur canadien.
Parti s'installer à Londres dans les années 1960, Rudolph rejoint le groupe The Deviants, composé du chanteur Mick Farren, du bassiste Duncan Sanderson et du batteur Russell Hunter. Cette formation enregistre le troisième album du groupe, The Deviants 3, sorti en 1969. Après une tournée américaine désastreuse, Farren, est renvoyé par le reste du groupe.
De retour en Angleterre, Rudolph, Sanderson et Hunter rentrent en contact avec le batteur Twink, pour lequel ils avaient déjà joué sur l'album Think Pink. Les quatre hommes fondent un nouveau groupe : les Pink Fairies. Après deux albums, Never Never Land (1971) et What a Bunch of Sweeties (1972), Rudolph quitte le groupe.
Après les Pink Fairies, Rudolph joue pour Brian Eno (Here Come the Warm Jets, Another Green World, Music for Films, Before and After Science) et Robert Calvert (Captain Lockheed and the Starfighters, Lucky Leif and the Longships). Il remplace brièvement Lemmy en tant que bassiste de Hawkwind en 1976, apparaissant sur l'album Astounding Sounds, Amazing Music
.